# 마사 야마구치
마사 야마구치(Masa Yamaguchi, 1974년 1월 1일 ~ )는 오스트레일리아의 배우, 텔레비전 배우이다.
런던에서 태어났다.

## 영화
- 레일웨이 맨 (2013년)
- 라스트 레이스 (2011년) - 닥터 마츠이 역
- 시스터스 오브 워 (2010년)
- 워 오브 투모로우 (2010년) - 서기트 역
- 더 잼드 (2007년) - 다이스 역
- 컨뎀드 (2007년) - 세이가 역
- 다크러브스토리 (2006년)
- 피드 (2005년)
- 그레이트 레이드 (2005년)